# 高雄市公車民族幹線
高雄市公車民族幹線（90）是高雄市的一條重要幹線，行走高鐵左營站（新光三越左營店）及捷運三多商圈站（新光三越三多店）間。由南台灣客運行駛。

## 歷史
- 原預定分為民族幹線與四維幹線，後兩者路線結合而成。
- 原無編號，2014年起加上90號編號。
- 本路線自上路後運量一直為高雄公車中的前幾名。2009年實施各站到站時刻表。[2]
- 2016年2月16日起，因應國際油價下跌，配合高雄市政府交通局「潛力公車路線加密班次計畫」第二波，加密班次。[3]

## 路線基本資料
全程行車里數約23.5公里，全程行車時間約90分鐘。去程共28站，回程共27站。
從高鐵左營站起，沿著高鐵路、重信路、華夏路（回程為重愛路 → 高鐵路）、重愛路、民族路、光華路、四維路、中山路、三多路（回程三多路 → 復興路 → 四維路）到達捷運三多商圈站（新光三越三多店）。

## 歷史配車

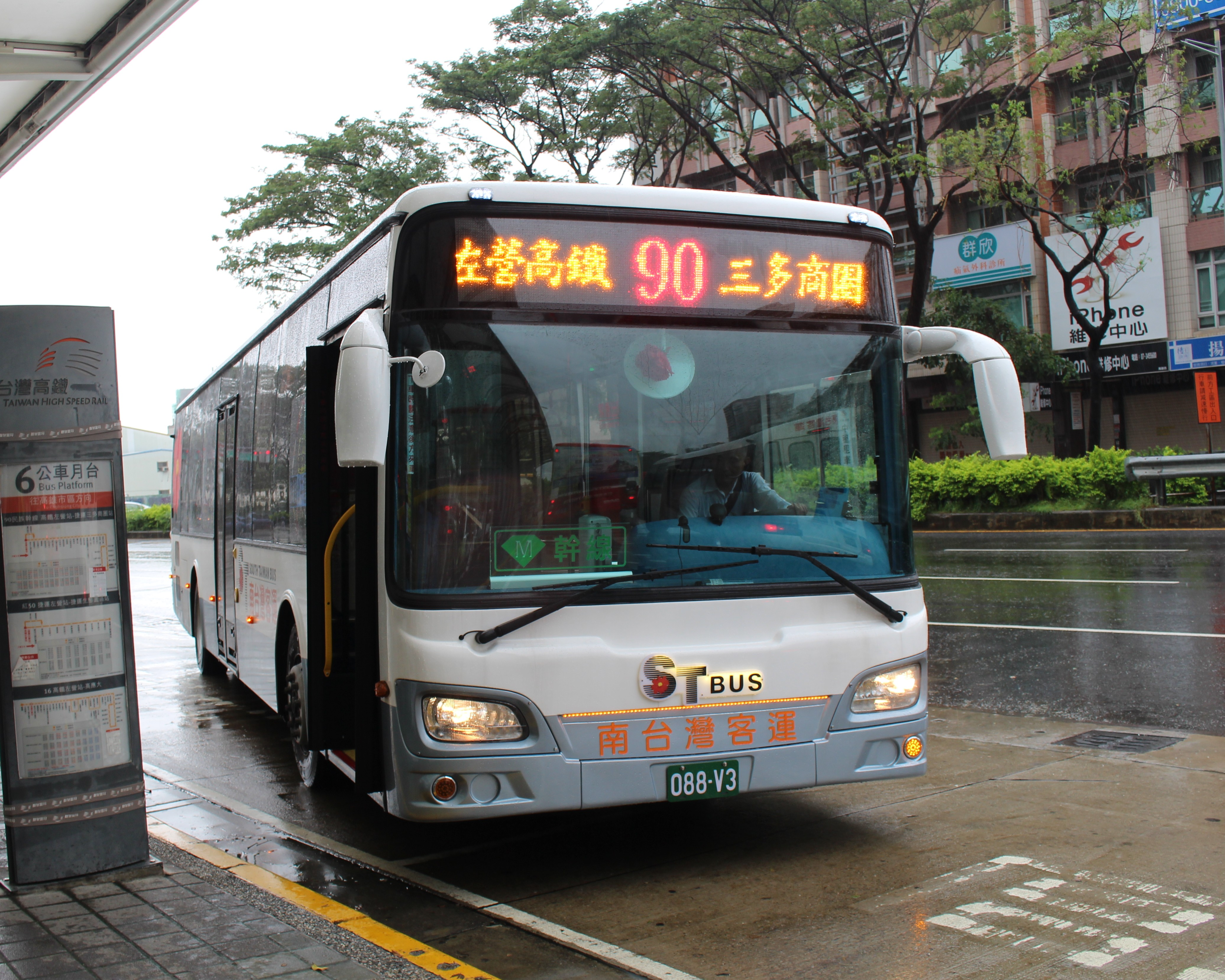

## 停站
參見右側路線圖